# 織田寿重丸
織田 寿重丸（おだ すえまる）は、出羽国天童藩4代藩主。

## 生涯
2代藩主・織田信学の六男として天童にて誕生した。
明治元年（1868年）12月7日、新政府は戊辰戦争で新政府に対し、反抗した天童藩主の兄・信敏に2000石没収の上隠居を命じた。同年12月18日、信敏の隠居により養子となった寿重丸が家督を継いだ。
明治2年（1869年）4月2日に版籍奉還し、同年6月22日に天童藩知事となった。同年7月19日、幼少のために寿重丸は免職となり、隠居していた信敏が知藩事になった。それに伴って、寿重丸は信敏の嫡子になった。明治4年（1871年）5月9日、6歳で夭折した。正室・子女共になし。

## 系譜
父母
- 織田信学（実父）
- 織田信敏（養父）